# Allgemeine Deutsche Biographie
Allgemeine Deutsche Biographie (ADB) je německojazyčná biografická encyklopedie vydávaná v letech 1875–1912 celkem v padesáti šesti dílech. Jednalo se vydavatelský podnik historické komise Bayerische Akademie der Wissenschaften pod redakčním vedením Rocha von Liliencron vytištěný u Duncker & Humblot v Lipsku. ADB obsáhlo okolo 26 500 biografií osobností žijících v německém jazykovém prostoru a zemřelých před rokem 1900. Jako projekt navazující na ADB je vydáván stejnou institucí od roku 1953 Neue Deutsche Biographie (NDB).

## Abecední přehled svazků
1. Van der Aa – Baldamus. 1875
2. Balde – Bode. 1875
3. Bode – von Carlowitz. 1876
4. Carmer – Deck. 1876
5. Von der Decken – Ekkehart. 1877
6. Elben – Fickler. 1877

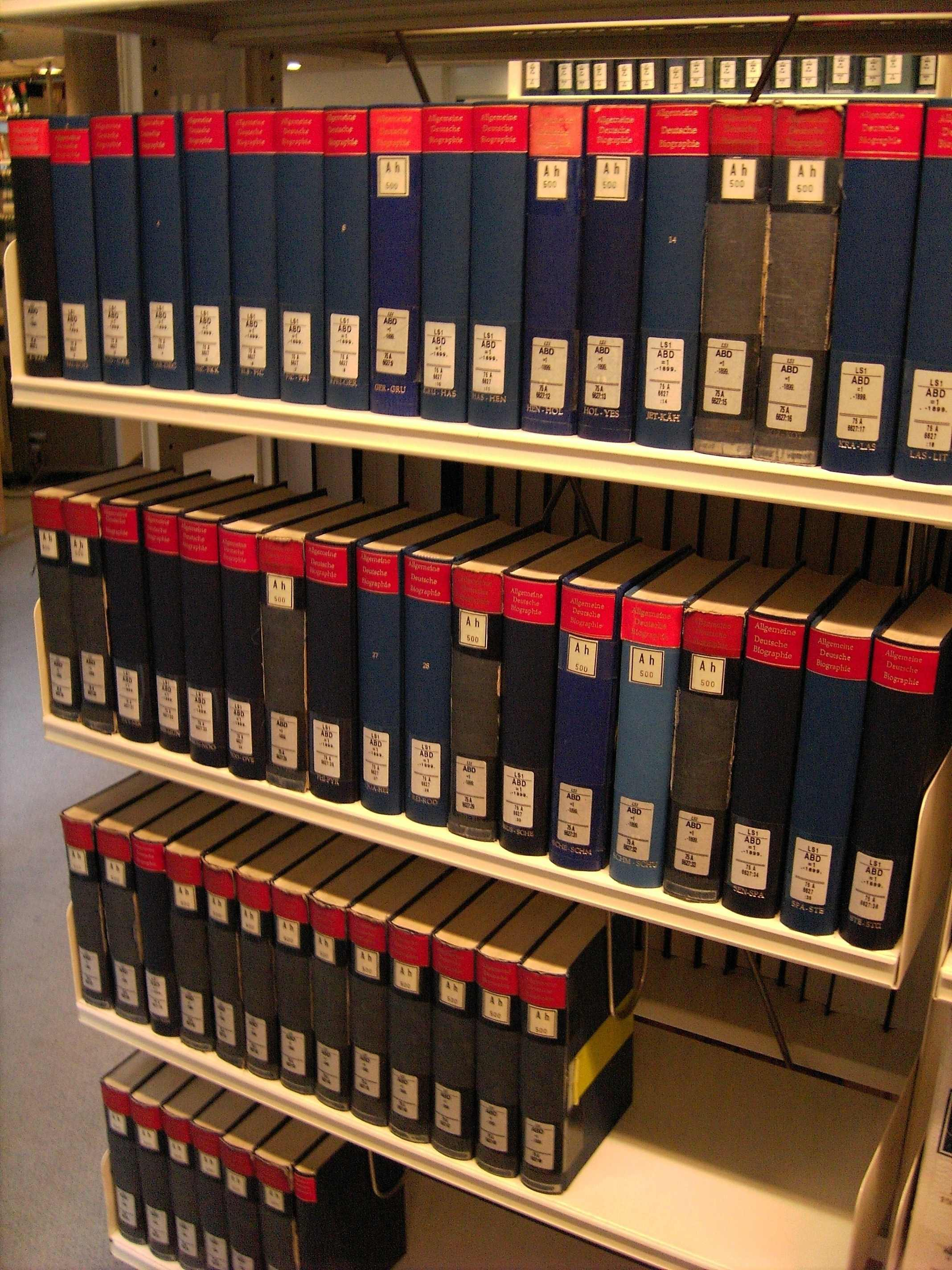
Svazky ADB

7. Ficquelmont – Friedrich Wilhelm III. von Sachsen-Altenburg. 1878
8. Friedrich I. von Sachsen-Altenburg – Gering. 1878
9. Geringswald – Gruber. 1879
10. Gruber – Hassencamp. 1879
11. Hassenpflug – Hensel. 1880
12. Hensel – Holste. 1880
13. Holstein – Jesup. 1881
14. Jetzer – Kähler. 1881
15. Kähler – Kircheisen. 1882
16. Kircher – v. Kotzebue. 1882
17. Krabbe – Lassota. 1883
18. Lassus – Litschower. 1883
19. v. Littrow – Lysura. 1884
20. Maaß – Kaiser Maximilian II. 1884
21. Kurfürst Maximilian I. – Mirus. 1885
22. Mirus – v. Münchhausen. 1885
23. v. Münchhausen – v. Noorden. 1886
24. van Noort – Ovelacker. 1887
25. Ovens – Philipp. 1887
26. Philipp (III.) von Hessen – Pyrker. 1888
27. Quad – Reinald. 1888
28. Reinbeck – Rodbertus. 1889
29. v. Rodde – v. Ruesch. 1889
30. v. Rusdorf – Scheller. 1890
31. Scheller – Karl Schmidt. 1890
32. Karl v. Schmidt – G. E. Schulze. 1891
33. Hermann Schulze – G. Semper. 1891
34. Senckenberg – Spaignart. 1892
35. Spalatin – Steinmar. 1893
36. Steinmetz – Stürenburg. 1893
37. Sturm (Sturmi) – Thiemo. 1894
38. Thienemann – Tunicius. 1894
39. Tunner – de Vins. 1895
40. Vinstingen – Walram. 1896
41. Walram – Werdmüller. 1896
42. Werenfels – Wilhelm d. Jüngere, Herzog zu Braunschweig und Lüneburg. 1897
43. Wilhelm d. Jüngere, Herzog zu Braunschweig und Lüneburg – Wölfelin. 1898
44. Günzelin von Wolfenbüttel – Zeis. 1898
45. Zeisberger – Zyrl; Dodatky do r. 1899: v. Abendroth – Anderssen. 1900
46. Dodatky do r. 1899: Graf J. Andrassy – Fürst Otto von Bismarck. 1902
47. Dodatky do r. 1899: v. Bismarck-Bohlen – Dollfus. 1903
48. Dodatky do r. 1899: Döllinger – Friedreich. 1904
49. Dodatky do r. 1899: Kaiser Friedrich III. – Hanstein. 1904
50. Dodatky do r. 1899: Harkort – v. Kalchberg. 1905
51. Dodatky do r. 1899: Kálnoky – Lindner. 1906
52. Dodatky do r. 1899: Linker – Paul. 1906
53. Dodatky do r. 1899: Paulitschke – Schets. 1907
54. Dodatky do r. 1899: Scheurl – Walther. 1908
55. Dodatky do r. 1899: Wandersleb – Zwirner. 1910
56. Generální rejstřík. 1912